# 牛江涛
牛江涛（1965年—2007年7月29日），中华人民共和国政治人物，中国共产党党员。河南省卢氏县磨沟口乡沟口村人，磨沟口乡乡长，家境清贫。在2007年卢氏县特大洪灾中因疏散受灾群众遭遇泥石流不幸殉职，年仅42岁，此时距离牛江涛当选为乡长不足百天。2007年8月6日，当地近3000名老百姓冒着大雨自发前往磨沟口乡中学校园悼念牛江涛。卢氏县相关部门为牛江涛申报烈士。2007年11月9日，牛江涛被评为2007年度“中国骄傲”获奖人物，牛江涛的女儿牛媚洁代父领奖。 